# Pentacladia
Pentacladia is een geslacht van vliesvleugeligen uit de familie Eupelmidae. De wetenschappelijke naam van dit geslacht is voor het eerst geldig gepubliceerd in 1835 door Westwood.

## Soorten
Het geslacht Pentacladia omvat de volgende soorten:
- Pentacladia coerulescens (Förster, 1878)
- Pentacladia elegans Westwood, 1835
- Pentacladia eques (Haliday, 1862)
- Pentacladia hatayensis Doganlar, 2003
- Pentacladia mateui Delvare, 2001
- Pentacladia matilei Delvare, 2001
- Pentacladia seyrigi (Risbec, 1952)